# Толокс
Толокс (ісп. Tolox) — муніципалітет в Іспанії, у складі автономної спільноти Андалусія, у провінції Малага. Населення — 2346 осіб (2010).
Муніципалітет розташований на відстані близько 430 км на південь від Мадрида, 43 км на захід від Малаги.
На території муніципалітету розташовані такі населені пункти: (дані про населення за 2010 рік)
- Ардіте: 7 осіб
- Ла-Мільяна: 85 осіб
- Толокс: 2227 осіб
- Умбрія: 27 осіб

## Демографія
Динаміка населення (INE ):

## Галерея зображень

Розташування муніципалітету у провінції Малага
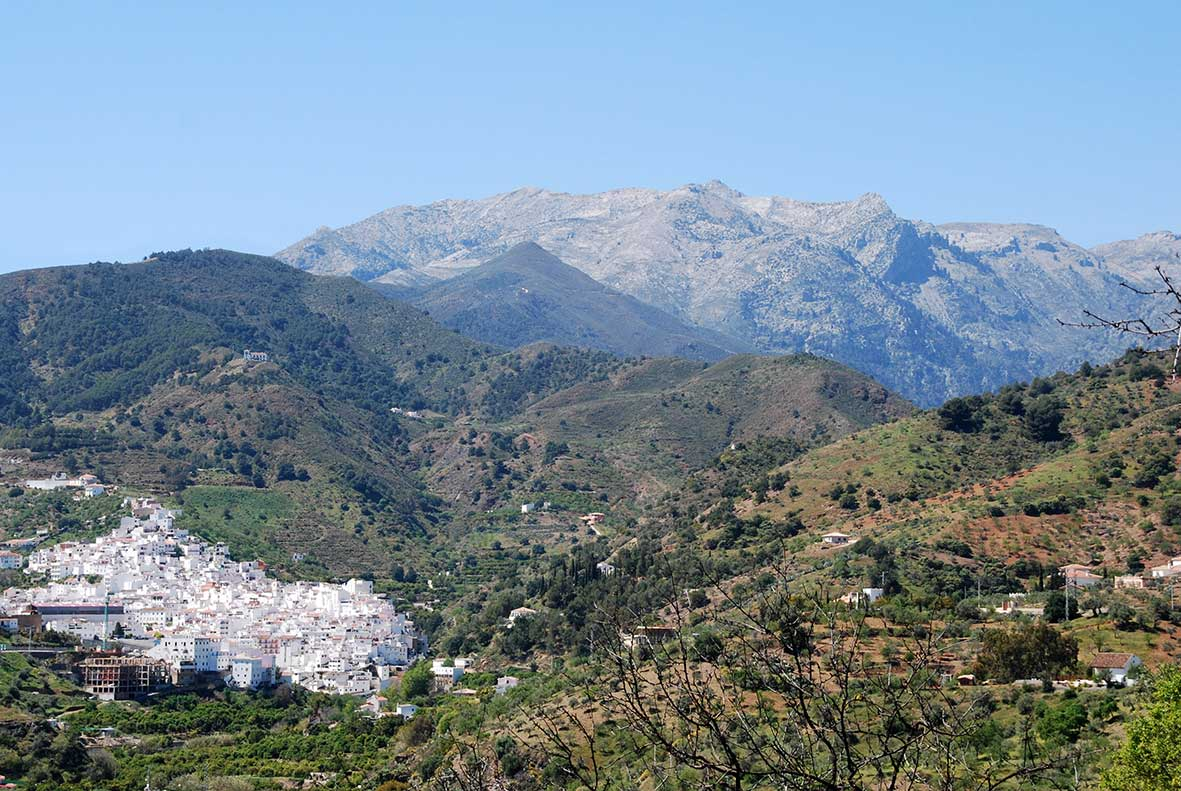
Толокс
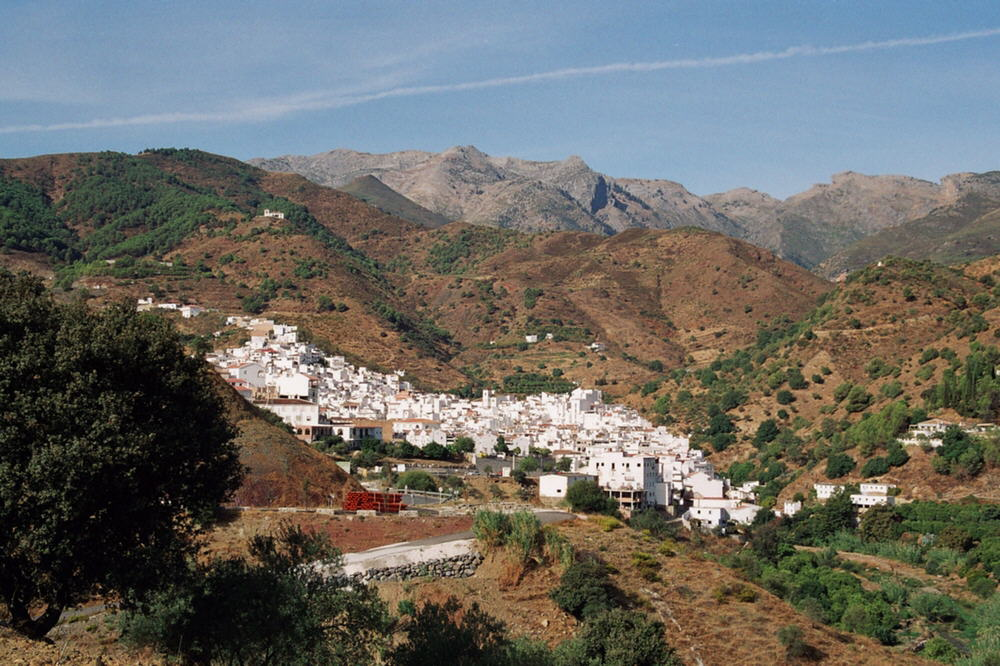
Толокс